# Jan Povýšil
Jan Povýšil (* 11. dubna 1982) je český fyzicky handicapovaný plavec.

## Život
Sportu se věnuje již od dětství. Původně hrál závodně pozemní hokej a věnoval se i vodnímu pólu. V roce 1997 se mu v jeho patnácti letech stal v aquaparku při jízdě na toboganu na školním výletě v Itálii úraz, při němž si rozdrtil šestý krční obratel.
Od té doby je paraplegik, po úraze se přeorientoval na plavání. Na paralympijských hrách dosud získal celkem pět bronzových medailí. První medaili přivezl z Letních paralympijských her v Sydney. Na letní paralympiádě v Pekingu v roce 2008 získal hned tři medaile a o čtyři roky později získal bronzovou medaili i na paralympiádě v Londýně. Na MS v Mexiko City získal zlatou medaili na 50 m volným způsobem.
Vedle sportu se věnuje také fotografování.
Ve volbách do Evropského parlamentu v květnu 2019 kandidoval jako nestraník na 2. místě kandidátky hnutí ESO, ale nebyl zvolen.